# アルメニアの民俗舞踊
アルメニアの民俗舞踊 （アルメニアのみんぞくぶよう、アルメニア語: Հայկական պար）について、基本的に現在のアルメニアの領土とされる地域における民俗舞踊を指すが、アルメニアの長い歴史の中で周辺地域を包含していた時期があり、起源などにおいて現在のトルコ等の諸地域との関連性についても言及する。文化遺産であるアルメニアの民俗舞踊は、周辺各地域の中でも最も古く、最も多様なもののひとつである。アルメニアの高地のアララト山には、紀元前5000年頃から3000年頃の間に描かれた、踊りの場面の壁画が描かれている。踊りにはおそらくある種類の歌や楽器を伴っていたと思われる。5世紀には、アルメニアの歴史家 Moses of Khoren(Movses Khorenatsi) は、Aram の古い子孫達が、竪琴と歌と踊りと共にバラードにのせて、如何に壮大な叙事詩を語っていたのを聞いていた。

## 民俗舞踊の歴史
アルメニアの歴史背景についてはアルメニアの歴史を参照。

## 宗教的な側面
宗教的な踊りの起源は古く、参加した人々の内面感情を表現している。踊りは一人では始まらず、常に歌、拍手、楽器を伴う。音楽と同様に踊りにも人の内的な精神的感情や個人的な気質が表現される。

## 地域的な傾向

### ヘムシン人の踊り
ヘムシン人の方言で「ダンス」(アルメニア語: Պար,英語: par)を示す言葉は「バー」(アルメニア語: բար)である。ヘムシン人は正月、クリスマス、聖水式(アルメニア語: Ջրօրհնեքի)、イースター、祖先の巡礼と犠牲の記念日に踊り、ほとんど全ての人々が Barekendan(アルメニア語: Բարեկենդան)(アルメニア教会の聖者の日)に踊る。

## 主な民俗舞踊

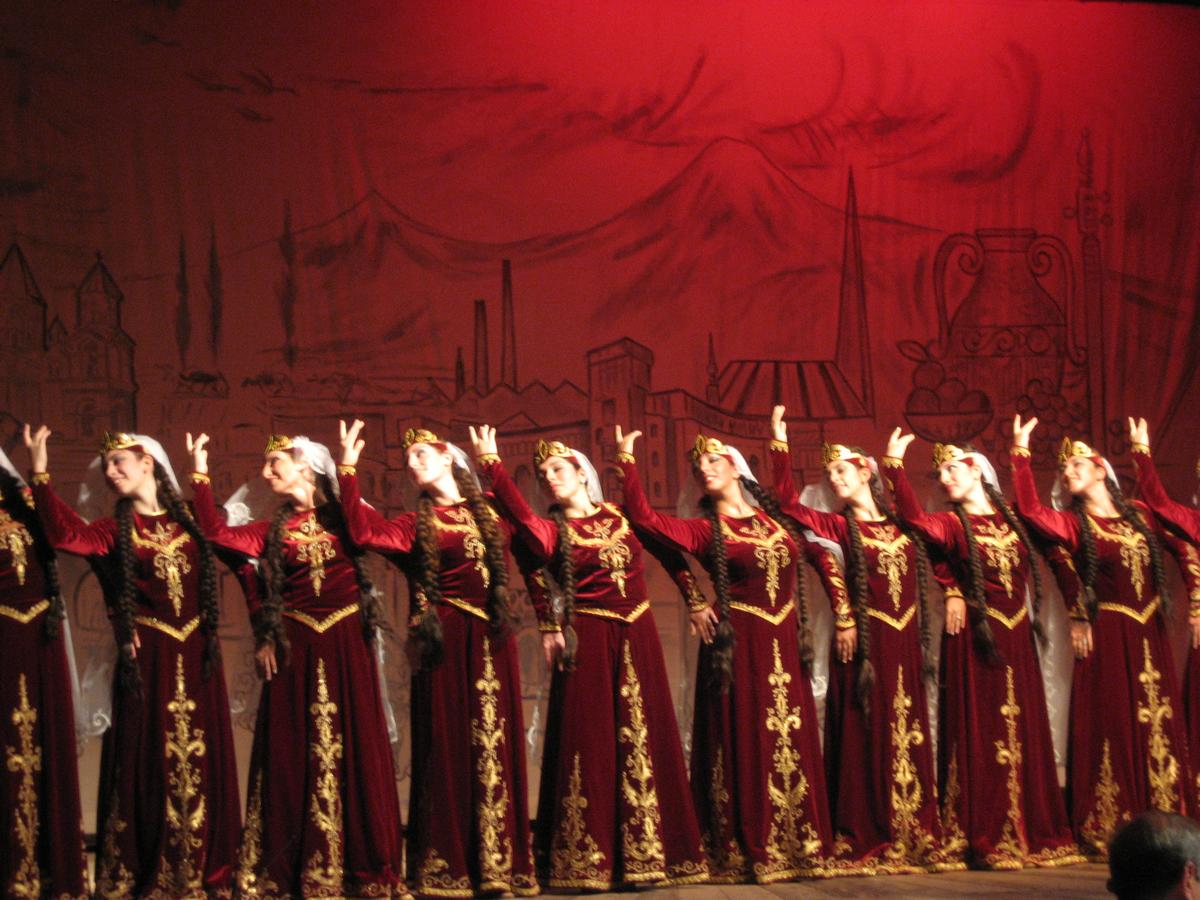
伝統的なアルメニアの踊り

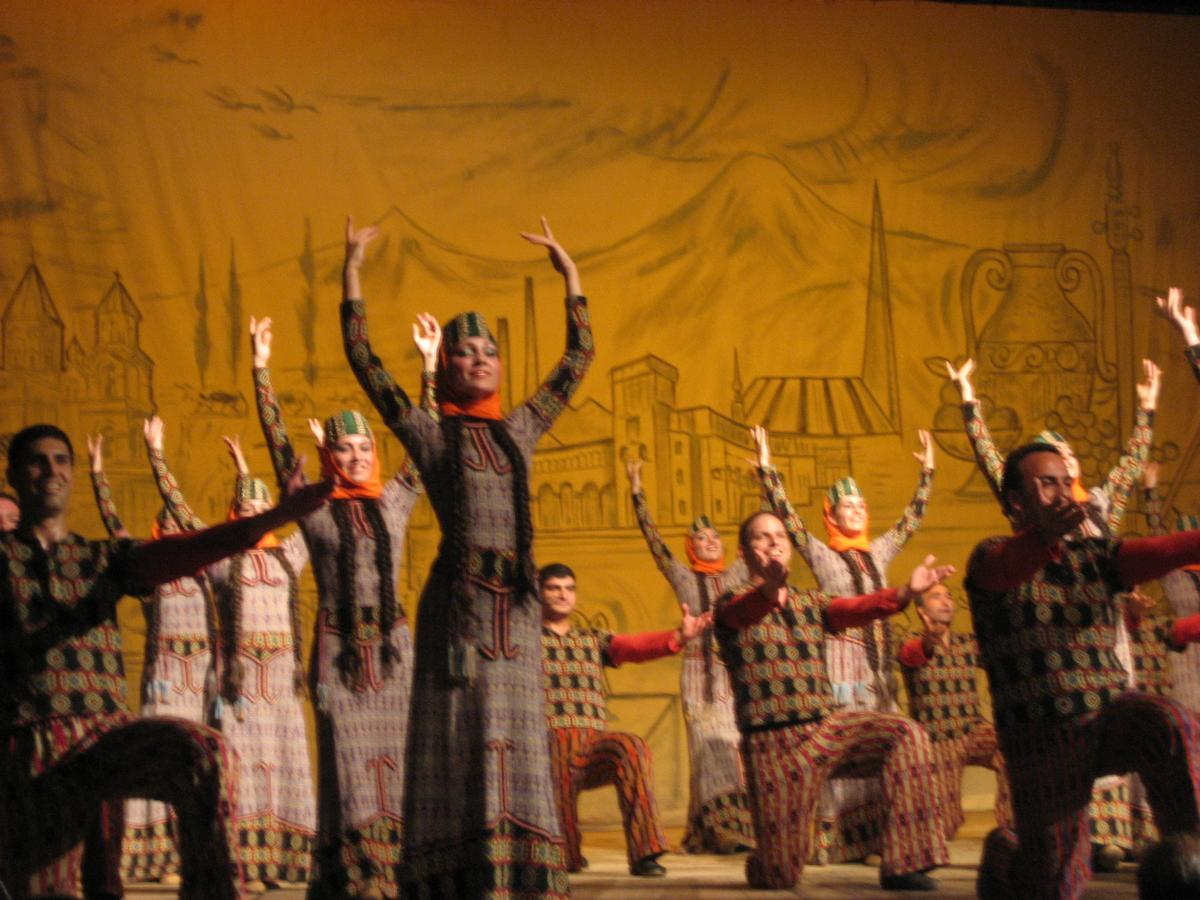
伝統的なアルメニアの踊り

アルメニアの踊りは、いくつかの特徴に従って分類することができる。

### 広く踊られている踊り
- Kochari（英語版） (アルメニア語: Քոչարի) - アルメニア人に最も人気のある踊りの一つ。男性と女性の集団で踊り、ズルナの伴奏でも知られている。
- Shalakho (アルメニア語: Շալախօ) - 古代アルメニア（英語版） 由来の男性の踊り。男性は舞踊教室で演ずるが、女性も公的な場で集って踊る。
- Tamzara（英語版） (アルメニア語: Թամզարա) - 結婚式の歌と踊り[8]
- Yarkhushta（英語版） (アルメニア語: Յարխուշտա) - 現トルコ領の Taron（英語版） 地域や 現トルコ領の Aghdznik（英語版） 地域由来の、武道的な踊り。
- Berd (アルメニア語: Բերդապար) - 男性達が輪を作り、その肩の上に立って更に輪を作り、回転する。Berd はアルメニア語で「要塞」を意味し、踊り手達の作る形から名付けられている。
- Shirkhani (アルメニア語: Շիրխանի)
- Harsnapar (アルメニア語: Հարսնապար) - アルメニア語で「花嫁」を意味する言葉 hars に由来し、踊りを意味する par がついている。花嫁が一人で踊って見せるが、介添え人を伴うこともある。
- Gorani（アルメニア語版） (アルメニア語: Գորանի) - 災害への悲しみの踊り。
- Gyond（アルメニア語版） (アルメニア語: Գյոնդ or Գյովնդ)
- Menapar (アルメニア語: Մենապար) - アルメニア語で「ひとり」を意味する。男性或いは女性によって踊られる。通常、男性が一人で踊っている時は曲のペースが速く、女性の時はゆっくりとした、より優雅な曲調である。
- Nazpar (アルメニア語: Նազպար)
- Shurjpar (アルメニア語: Շուրջպար)
- Souserapar (アルメニア語: Սուսերապար)
- Papuri（アルメニア語版） (アルメニア語: Փափուռի)
- Zuykpar (アルメニア語: Զույգապար) - 一組の男女で踊られる。活気に満ちた踊りで、通常は踊り手が互いに対称的な動きをする。
- Uzundara
- Ververi（アルメニア語版） (アルメニア語: Վերվերի)
- Myshu khyrr（アルメニア語版） (アルメニア語: Մշոյ խըռ) - 現トルコ領のムシュ県(アルメニア語: Մուշ) を起源とする踊り。
- Lorke（アルメニア語版） (アルメニア語: Լորկէ)
- Tsakhkadzori（アルメニア語版） (アルメニア語: Ծաղկաձորի)
- Karno kochari (アルメニア語: Կարնոյ քոչարի) - Kochari にとても良く似ている。karin(アルメニア語: Կարին) を起源とする踊り。
- Ishkhanats par（アルメニア語版） (アルメニア語: Իշխանաց պար) - 「貴族たちの踊り」としても知られている。
- Fndzhan（アルメニア語版） (アルメニア語: Ֆնջան)
- Kertsi（アルメニア語版） (アルメニア語: Քերծի)
- Kajats khagh (アルメニア語: Քաջաց խաղ)
- Tamour agha（アルメニア語版） (アルメニア語: Թամուր աղա)
- Trtghouk (アルメニア語: Թրթռուկ)
- Srabar（アルメニア語版） (アルメニア語: Սրաբար)
- Asdvadzatsna (アルメニア語: Աստուածածնայ պար)
- Tars par（アルメニア語版） (アルメニア語: Թարս պար)
- Loutki（アルメニア語版） (アルメニア語: Լուտկի)
- Yerek votk（アルメニア語版） (アルメニア語: Երեք ոտք)
- Tchotchk (アルメニア語: Ճոճք)
- Khnamineri par (アルメニア語: Խնամիների պար)
- Khosh bilazig（） (アルメニア語: Խոշ բիլազիգ)
- Shoror（アルメニア語版） (アルメニア語: Շորոր)
- Astvatsatsna par（アルメニア語版） (アルメニア語: Աստվածածնա պար) - 「女神の踊り」の意。
- Ejmiatsin（アルメニア語版） (アルメニア語: Էջմիածին)
- Shavali（アルメニア語版） (アルメニア語: Շավալի)
- Trtrug（アルメニア語版） (アルメニア語: Թռթռուգ)
- Rrostam bazi（アルメニア語版） (アルメニア語: Ռոստամ բազի)
- Iny votk (アルメニア語: Ինը ոտք)
- Tasnerku votk (アルメニア語: Տասներկու ոտք)

### 地域的な踊り
- Arabkir (アルメニア語: Արաբկիրի Պար) - 現トルコ領のArapgir（英語版） の踊り
- Kesabian (アルメニア語: Քեսապական) - 現シリア領のKesab（英語版） の踊り
- Laz bar - 黒海沿岸の漁師たちが起源
- Moosh (or Muş, or Mus, アルメニア語: Մշո Պար) - 男女が混じって踊る。ヴァン湖の西の現トルコ領の Taron（英語版）や現トルコ領のムシュ県アルメニア語: Մուշ地域の踊り。
- Sasnapar (アルメニア語: Սասնապար) - 結婚式や集会の際に一般に踊られることが多い、人気の高い曲。現トルコ領の Sason（英語版）由来。
- Vagharshapatian (アルメニア語: Վաղարշապատյան)- 現在はエチミアジンとして知られる、Vagharshapat（英語版）の地に由来。
- Zeytouni (アルメニア語: Զեյթունի պար) - 現トルコ領のSüleymanlı（英語版）(アルメニア語: Զէյթուն (Zeyt’un))由来。
- Varaka Lerneri Bar

## 関連リンク
- Clips of authentic Kavaragan Armenian Folk Dances from Historical Armenia: Tamzara, Popouri, Laz Bar, Arapkir Bar, Akheltskha Vart, Govduntsi, Bijou, Kessab Bar, Haleh, Shushan, Suleimanli,Shavali. - ウェイバックマシン（2009年9月2日アーカイブ分） (Archived 2009-10-25)
- An Intro To ALMA — Armenian Museum of America, 2018年6月6日閲覧
- 西アルメニアと西アルメニア研究研究センター「アルメニアダンス」, 2018年6月6日閲覧
- フォーラム > Armenian forum > アルメニア共和国「ナショナルダンス」, 2018年6月6日閲覧